# Trofeo Éric Bompard 2011
El Trofeo Éric Bompard de 2011 fue una competición internacional de patinaje artístico sobre hielo, la quinta del Grand Prix de patinaje artístico sobre hielo de la temporada 2011-2012. Organizada por la federación francesa de deportes sobre hielo, tuvo lugar en París, entre el 17 y el 20 de noviembre de 2011. Se realizaron competiciones en las modalidades de patinaje individual masculino, femenino, patinaje en parejas y danza sobre hielo, y sirvió como clasificatorio para la Final del Grand Prix de 2011.

## Resultados

### Patinaje individual masculino
| Clasificación | Nombre            | País            | Puntuación | Programa corto | Programa corto | Programa libre | Programa libre |
| ------------- | ----------------- | --------------- | ---------- | -------------- | -------------- | -------------- | -------------- |
| 1             | Patrick Chan      | Canadá          | 240,60     | 1              | 84,16          | 1              | 156,44         |
| 2             | Song Nan          | China           | 224,10     | 2              | 76,53          | 2              | 147,57         |
| 3             | Michal Březina    | República Checa | 218,60     | 3              | 74,32          | 4              | 144,28         |
| 4             | Adam Rippon       | Estados Unidos  | 217,89     | 4              | 72,96          | 3              | 144,93         |
| 5             | Florent Amodio    | Francia         | 201,34     | 5              | 71,42          | 5              | 129,92         |
| 6             | Alexander Majorov | Suecia          | 190,60     | 8              | 62,12          | 6              | 128,48         |
| 7             | Nobunari Oda      | Japón           | 167,20     | 7              | 62,95          | 9              | 104,25         |
| 8             | Romain Ponsart    | Francia         | 160,45     | 9              | 50,03          | 8              | 110,42         |
| 9             | Chafik Besseghier | Francia         | 160,39     | 10             | 46,43          | 7              | 113,96         |
| Retirado      | Kevin Reynolds    | Canadá          |            | 6              | 65,56          |                |                |

### Patinaje individual femenino
| Clasificación | Nombre                  | País           | Puntuación | Programa corto | Programa corto | Programa libre | Programa libre |
| ------------- | ----------------------- | -------------- | ---------- | -------------- | -------------- | -------------- | -------------- |
| 1             | Yelizaveta Tuktamysheva | Rusia          | 182,89     | 1              | 62,04          | 2              | 120,85         |
| 2             | Carolina Kostner        | Italia         | 179,32     | 2              | 59,70          | 3              | 119,62         |
| 3             | Alissa Czisny           | Estados Unidos | 179,15     | 3              | 57,25          | 1              | 121,90         |
| 4             | Kanako Murakami         | Japón          | 161,31     | 4              | 55,77          | 4              | 105,54         |
| 5             | Viktoria Helgesson      | Suecia         | 154,90     | 5              | 54,16          | 5              | 100,74         |
| 6             | Maé Bérénice Méité      | Francia        | 145,44     | 6              | 50,49          | 6              | 94,95          |
| 7             | Sonia Lafuente          | España         | 136,32     | 7              | 49,51          | 8              | 86,81          |
| 8             | Yrétha Silété           | Francia        | 135,90     | 8              | 48,25          | 7              | 87,65          |
| 9             | Lena Marrocco           | Francia        | 126,97     | 9              | 43,95          | 9              | 83,02          |

### Patinaje en parejas
| Clasificación | Nombre                              | País           | Puntuación | Programa corto | Programa corto | Programa libre | Programa libre |
| ------------- | ----------------------------------- | -------------- | ---------- | -------------- | -------------- | -------------- | -------------- |
| 1             | Tatiana Volosozhar / Maksim Trankov | Rusia          | 194,13     | 1              | 63,69          | 1              | 130,44         |
| 2             | Vera Bazarova / Yuri Larionov       | Rusia          | 184,91     | 3              | 59,06          | 2              | 125,85         |
| 3             | Meagan Duhamel / Eric Radford       | Canadá         | 176,62     | 2              | 61,06          | 3              | 115,56         |
| 4             | Amanda Evora / Mark Ladwig          | Estados Unidos | 169,58     | 4              | 57,69          | 4              | 111,89         |
| 5             | Jessica Dubé / Sébastien Wolfe      | Canadá         | 150,68     | 5              | 53,24          | 6              | 97,44          |
| 6             | Dong Huibo / Wu Yiming              | China          | 147,75     | 6              | 49,27          | 5              | 98,48          |
| 7             | Ksenia Stolbova / Fiódor Klimov     | Rusia          | 137,06     | 7              | 48,81          | 8              | 88,25          |
| 8             | Vanessa James / Morgan Cipres       | Francia        | 133,31     | 8              | 44,86          | 7              | 88,45\|        |

### Danza sobre hielo
| Clasificación | Nombre                              | País           | Puntuación | Danza corta | Danza corta | Danza libre | Danza libre |
| ------------- | ----------------------------------- | -------------- | ---------- | ----------- | ----------- | ----------- | ----------- |
| 1             | Tessa Virtue / Scott Moir           | Canadá         | 176,93     | 1           | 71,18       | 1           | 105,75      |
| 2             | Nathalie Péchalat / Fabian Bourzat  | Francia        | 164,56     | 2           | 66,52       | 2           | 98,04       |
| 3             | Anna Cappellini / Luca Lanotte      | Italia         | 153,76     | 3           | 64,62       | 3           | 89,14       |
| 4             | Yelena Ilinyj / Nikita Katsalapov   | Rusia          | 140,32     | 4           | 58,17       | 4           | 82,15       |
| 5             | Madison Chock / Evan Bates          | Estados Unidos | 130,94     | 5           | 52,01       | 5           | 78,93       |
| 6             | Huang Xintong / Zheng Xun           | China          | 126,69     | 6           | 50,71       | 6           | 75,98       |
| 7             | Kristina Gorshkova / Vitali Butikov | Rusia          | 118,48     | 7           | 48,77       | 7           | 69,71       |
| 8             | Sara Hurtado / Adrià Díaz           | España         | 103,75     | 8           | 45,71       | 8           | 58,04       |